# James Steacy
James Steacy (ur. 29 maja 1984 w Saskatoon) – kanadyjski lekkoatleta, młociarz.
Zwycięzca mistrzostw panamerykańskich juniorów z 2003 roku (zdobył także brąz w rzucie dyskiem). Rok później sięgnął po złoty medal młodzieżowych mistrzostw NACAC, zdobywając wtedy także brąz w rzucie dyskiem. Złoty medalista igrzysk frankofońskich (2005). W 2006 zdobył srebrny igrzysk wspólnoty narodów, a w konkursie rzutu młotem lekkoatletycznego pucharu świata (Ateny) uplasował się na 6. pozycji. W 2007 zwyciężył w igrzyskach panamerykańskich. Siedmiokrotnie był mistrzem Kanady (2005, 2006, 2007, 2008, 2009, 2011 i 2012), sięgał także po medale mistrzostw kraju w pchnięciu kulą. Podczas igrzysk olimpijskich w Pekinie (2008) awansował do finału, gdzie zajął ostatnie, 12. miejsce. Na uniwersjadzie w 2009 (Belgrad) zdobył srebrny medal. Nie został sklasyfikowany w eliminacjach igrzysk olimpijskich w Londynie (2012). W 2014 sięgnął po złoty medal igrzysk Wspólnoty Narodów. Swój rekord życiowy (79,13 m) ustanowił w maju 2008 w Lethbridge. Wynik ten do sierpnia 2023 roku był rekordem Kanady.